# FitzHugh-Nagumo-Modell
Das FitzHugh-Nagumo-Modell (nach Richard FitzHugh (1922–2007) und J. Nagumo, die das Modell unabhängig voneinander entwickelten) beschreibt einen Prototyp eines anregbaren Systems, zum Beispiel eines Neurons oder Axons.
Wenn die äußere Anregung {\displaystyle I_{\rm {ext}}} einen Schwellenwert überschreitet, führt das System eine charakteristische Exkursion im {\displaystyle (v,w)}-Phasenraum aus,
bevor die Variablen {\displaystyle v} und {\displaystyle w} zu ihren Ruhewerten {\displaystyle (v_{0},w_{0})} zurückkehren.
Dieses Verhalten ist modellhaft für die Generation von Spikes (=kurzzeitige Erhöhung der Membranspannung {\displaystyle v}) in einem Neuron nach Stimulation durch einen externen Strom {\displaystyle I_{\rm {ext}}}.
Notation:
- {\displaystyle v} bezeichnet das Membranpotential

Spike-Dynamik des FitzHugh-Nagumo-Modells nach kurzer Anregung

Nullklinen des FitzHugh-Nagumo-Modells (blau) sowie Beispieltrajektorie (rot)

- {\displaystyle w} ist eine Erholungs-Variable, die einen zur Erholung nach der elektrischen Anregung notwendigen negativen Feedback mit linearer Dynamik beschreibt.
- {\displaystyle I_{\rm {ext}}} ist der externen Strom.
- {\displaystyle a,b} sind Konstanten.

Die Gleichungen dieses dynamischen Systems lauten
{\displaystyle {\dot {v}}=v-{\frac {1}{3}}v^{3}-w+I_{\rm {ext}}}
{\displaystyle \tau {\dot {w}}=v-a-bw}
Die Anregungs-Dynamik kann mithilfe der Nullklinen anschaulich dargestellt werden. Der stationäre Punkt {\displaystyle (v_{0},w_{0})} (Ruhewerte) ist der Schnittpunkt der {\displaystyle {\dot {v}}}- und der {\displaystyle {\dot {w}}}-Nullklinen. Wird das System für kurze Zeit angeregt ({\displaystyle I_{\rm {ext}}\neq 0}), beschreibt es eine Exkursion im Phasenraum, die sich in vier Stadien einteilen lässt: zunächst beschreibt die Trajektorie eine fast horizontale Trajektorie, da wegen {\displaystyle \tau \gg 1} gilt {\displaystyle {\dot {v}}\gg {\dot {w}}}. Sobald die Trajektorie die kubische {\displaystyle {\dot {v}}}-Nullkline erreicht, sinkt {\displaystyle {\dot {v}}} rapide und die Trajektorie folgt der {\displaystyle {\dot {v}}}-Nullklinen. Am oberen Scheitelpunkt der {\displaystyle {\dot {v}}}-Nullklinen, erfolgt eine weitere horizontale Passage zum linken Ast der {\displaystyle {\dot {v}}}-Nullkline, und anschließend eine erneute Phase, in der die Trajektorie dieser Nullklinen folgt.
Das FitzHugh-Nagumo-Modell, welches detailliert die Aktivierungs- und Deaktivierungsdynamik in einem spikenden Neuron abbildet, ist eine vereinfachte Version des Hodgkin-Huxley-Modell. In den Original-Artikeln von FitzHugh wird dies Modell auch als Bonhoeffer-van-der-Pol-Oszillator bezeichnet, da es den Van-der-Pol-Oszillator als Spezialfall für {\displaystyle a=b=0} enthält.